# Isdera
Isdera GmbH (аббревиатура от нем. Ingenieurbüro für Styling Design und Racing) — частный автопроизводитель, который базируется в маленькой мастерской в Хильдесхайме, Германия. До 2005 года компания находилась в Леонберге, Германия.
Компания производит автомобили класса «люкс» в небольшом количестве. Каждый спортивный автомобиль строится вручную небольшой группой мастеров.
Единственный способ приобрести автомобиль Isdera — это позвонить непосредственно руководителю компании. Строительство каждого авто происходит индивидуально под конкретного покупателя и длится около шести месяцев.

## История
В конце 1960-х годов Эберхард Шульц (Eberhard Schulz) отвечал за организацию разработки серии прототипов Mercedes-Benz, которая началась с концепта C111. Предполагалось, что эти проекты со средним расположением двигателя станут настоящим наследником модели 300SL и подобным же образом будут иметь высокую себестоимость в связи с внедрением новых технологий и стиля. Но после появления нескольких различных версий C111, включая несколько версий с роторным двигателем, Mercedes-Benz решил приостановить производство. Это и побудило Шульца к основанию Isdera.

### Erator GTE (1968—1969)
Первое авто, разработанное Шульцем, появилось в 1969 году. Это был Erator GTE, реплика гоночного автомобиля Ford GT40. При разработке модели Erator GTE использовались проверенные серийные технологии Porsche и Mercedes-Benz. Таким образом клиенты Isdera могут без труда обслуживать свои автомобили на ближайшей СТО.

### Mercedes-Benz Studie CW 311 (1972—1978)
В 1978 году Шульц совместно с компанией B&B Automobiltechnik успешно представил разработанный им концепт-кар Mercedes-Benz Studie CW 311 — единственное транспортное средство, что не было разработано и не находилось в производстве Mercedes-Benz, однако имело право носить трёхлучевую «звезду Mercedes».
В 1982 году Шульц основал в Леонберге инженерное бюро Isdera, а 30 ноября 1983 года — компанию Isdera, осуществив таким образом свою детскую мечту. В качестве логотипа он выбрал изображение орла на голубом фоне.

### Spyder 033-036i (1982—1992), Imperator 108i (с 1984)
Первый автомобиль компании Isdera — Spyder 033 — был представлен в 1982 году.
Среди других авто компании — Spyder 033-16 (1985 год), Spyder 036i (1987 год) и Imperator 108i (1984 год). Каждая из этих моделей впервые появлялась на публике на Женевском автосалоне (Швейцария).

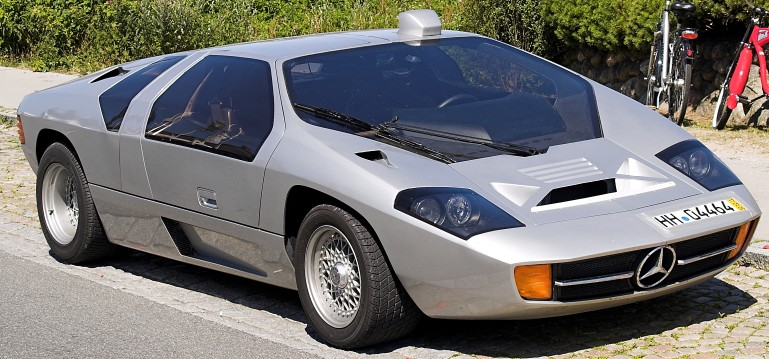
Isdera Imperator 108i в виде Mercedes CW311

Модель Imperator 108i является завершенной Шульцем в сотрудничестве с Mercedes разработкой концепта C111, которую Mercedes в своё время отказался продолжать. Isdera изготовила 30 экземпляров этого авто.
В 1991 году на Женевском автосалоне была представлена обновленная версия модели Imperator 108i.

### Commendatore 112i (с 1993)
В 1993 году Isdera разработала модель Commendatore 112i, которая весила 1450 кг и разгонялась от 0 до 100 км/ч за 4,7 с, а её максимальная скорость составляла 342 км/ч. На разработку этой модели Шульц потратил около 4 млн евро. Большую часть этих средств он потратил на новые системы, такие как активный задний аэродинамический тормоз (наподобие используемых на самолётах), который включался при нажатии педали тормоза, и автоматически регулируемый дорожный просвет. Кроме того, в основу машины был положен крупнейший двигатель Mercedes V12, который существовал в то время, которые держался на сложной трубчатой раме. Несмотря на использование механики Mercedes-Benz, Commendatore позаимствовал немало стилистических признаков от моделей Porsche, выпускавшихся ранее. Его длинный задний свес похож на длинный хвост Porsche 917, а передние фары взяты с Porsche 968.
Авто имело среднее расположение двигателя V12 производства Mercedes-Benz объёмом 6,0 л, выдававший 402 л. с. (300 кВт), и было оборудовано 6-ступенчатой механической трансмиссией. Авто было представлено на Франкфуртском автосалоне. Модель Commendatore имела много новейших и уникальных свойств, таких как два комплекта дверей типа «крыло чайки», электронное шасси, что адаптировалось к скорости и делало авто ниже на высокой скорости, а также автоматический аэродинамический тормоз. Модель 112i присутствует в видеоигре Need for Speed II.
Предполагалось, что Commendatore 112i будет выпущен ограниченной серией по цене 450 тыс. долларов США за единицу. Однако, прежде чем началось серийное производство этой модели, компания Isdera обанкротилась, а то, что от неё осталось, было продано швейцарцам, хотя единственный прототип Commendatore 112i всё же был доведен до того состояния, когда он вполне мог использоваться на дорогах.

### Silver Arrow C112i (1999)
В 1999 году Isdera изготовила полнофункциональный прототип под названием Silver Arrow C112i. Это авто имело те же кузов и шасси, что и модель 1993 года Commendatore 112i, но было оборудовано двигателем Mercedes-Benz V12 мощностью 400 л. с. Максимальная скорость авто достигла 300 км/ч. На время представления этого автомобиля он был единственным в мире, который имел аэродинамический тормоз с автоматическим подъёмом.
В октябре 2005 года прототип Silver Arrow был выставлен на продажу на аукционе eBay за 3 млн долларов США, но он не нашел своего покупателя. На момент проведения аукциона авто находилось в Швейцарии.

### Twin-cycle (с 2003)
В 2003 году Isdera начала проект Twin-cycle.

### Autobahnkurier AK116i (с 2006)

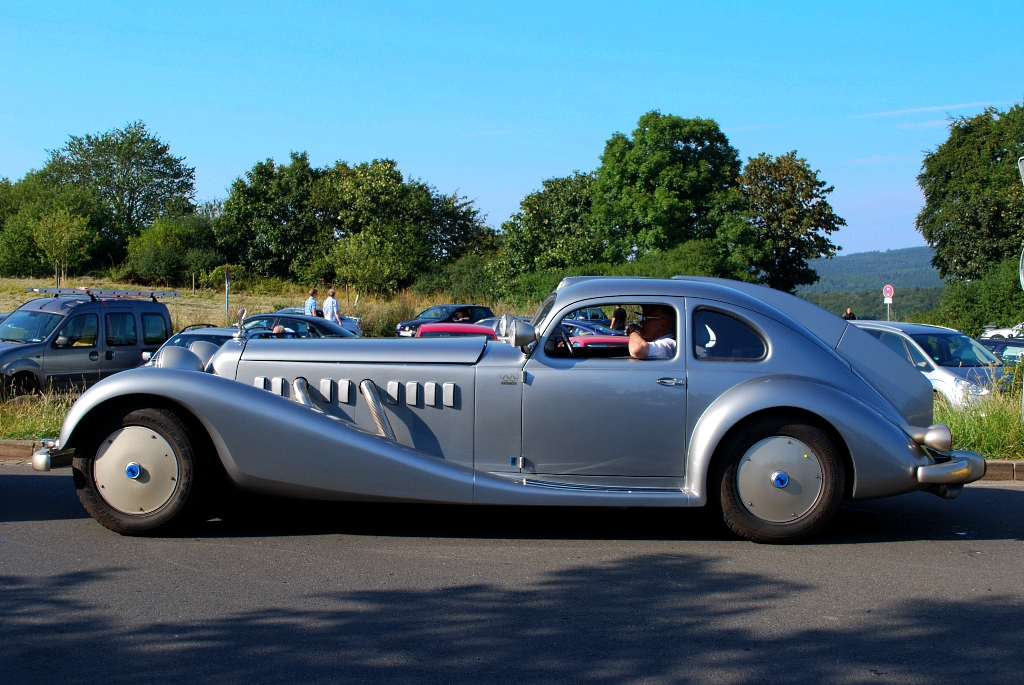
Isdera Autobahnkurier

В 2006 году Isdera представила общественности модель Autobahnkurier AK116i — авто, произведенное в нетрадиционном стиле, оборудованное двумя двигателями Mercedes-Benz V8 (по одному на каждую ось), которые использовались для модели W126-500SE, и которое имело далеко вынесенные крылья и пороги. В отличие от других двухмоторных концептов, оба двигателя расположены спереди под длинным капотом. Внешне новая модель напоминает туринговые авто 1930-х годов. Модель имеет длину 5,65 м и весит 2,3 тонны. Изготовлен всего один экземпляр, находящийся в гараже фирмы-производителя.

### Другие сведения
С 1993 года Isdera сохраняла свои проекты в полной тайне. Последние данные компании по направлениям деятельности и объёмов продаж не оглашались.
С 1983 года Isdera разработала и/или произвела около 74 автомобилей. Isdera не только разрабатывает и производит собственные автомобили, но и выполняет разработку транспортных средств по контрактам для других заказчиков, хотя эта информация не всегда становится известной общественности. В частности, среди таких заказчиков, которые согласились раскрыть информацию о своих контрактах, — компании AMG, BMW, Bitter, Baur, Irmscher.
Кроме производства автомобилей Isdera, Эберхард Шульц работает в автомобильной отрасли и как разработчик. Кроме того, он занимается живописью.
14 апреля 2025 года автоконцерн Isdera подал заявление о банкротстве.